# 北條重時
北條重時（ほうじょう しげとき、1198年7月11日—1261年11月26日）是鎌倉時代前期的北條氏一門・武將・政治家。
鎌倉幕府2代執權・北條義時之3男。母親是比企朝宗的女兒・姫之前。初代執權・北條時政之孫。被稱作尼將軍・尼御前的北條政子的外甥。極樂寺流之祖。
歷任六波羅探題北方・鎌倉幕府連署等幕府要職，補佐第3代執權・北條泰時至第5代執權・北條時賴，主導幕政，對鎌倉幕府的政治安定有相當大的貢獻。作為『六波羅殿御家訓』『極樂寺殿御消息』等家訓的作者而有名，這些家訓也是最古老的武士家訓。

## 經歷
※日期是舊曆
- 承久元年（1219年）7月，就任幕府小侍所別當。
- 承久2年（1220年）12月15日，任修理權亮。
- 貞應2年（1223年）4月10日，叙從五位下，轉任駿河守。
- 寬喜2年（1230年）3月11日，由小侍所別當轉任六波羅探題北方。
- 嘉禎2年（1236年）11月22日，昇叙從五位上，駿河守。
- 嘉禎3年（1237年）11月19日，轉任相模守。
- 曆仁元年（1238年）7月20日，昇叙正五位下，相模守。
- 寬元元年（1244年）閏7月24日，昇叙從四位下，相模守。
- 寬元2年（1245年）6月22日，昇叙從四位上，相模守。
- 寶治元年（1247年）7月27日，由六波羅探題北方轉任幕府連署。
- 建長元年（1249年）6月14日，轉任陸奧守。
- 康元元年（1256年）3月11日，辭連署，出家。法号：極樂寺觀覺。
- 弘長元年（1261年）11月23日，卒。享年64（滿63歳没）。

## 脚注
1. ↑  森幸夫『北条重時』
2. ↑  石井進等『中世思想体系21 中世政治社会思想 上』岩波書店、1972年、516-517P

## 關連項目
- 北條氏 (極樂寺流)
- 極樂寺 (鎌倉市)
- 伊勢貞親